# Ennomos carpinaria
Ennomos quercaria là một loài bướm đêm trong họ Geometridae.